# Lina Andersson
Lina Andersson (* 18. März 1981 in Gällivare) ist eine ehemalige schwedische Skilangläuferin.

## Sportliche Laufbahn

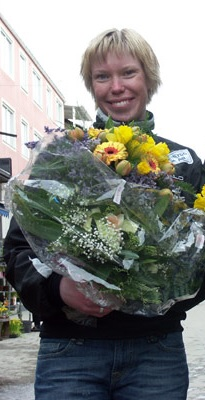
Lina Andersson (2005)

International trat sie erstmals bei den Nordischen Junioren-Skiweltmeisterschaften 1997 in Calgary in Erscheinung und lief im gleichen Jahr zu drei Titel bei den Europäischen Olympischen Winter-Jugendtagen 1997. Bei den Nordischen Junioren-Skiweltmeisterschaften 1998 in Pontresina holte sie die Goldmedaille mit der Staffel. Wenige Wochen nach ihrem Weltcup-Debüt im November 1998 gewann sie bei den Junioren-Weltmeisterschaften in Saalfelden am Steinernen Meer eine Goldmedaille über fünf Kilometer im klassischen Stil. Diesen Erfolg konnte sie zwei Jahre später in Karpacz wiederholen. Zudem wurde sie in Karpacz über 15 Kilometer im Freistil Zweite und mit der schwedischen 4-mal-5-Kilometer-Staffel Dritte. Dazwischen konnte sie bei den Junioren-Weltmeisterschaften 2000 im slowakischen Štrbské Pleso mit der schwedischen Langlaufstaffel den Staffeltitel erringen. Ihren ersten Podestplatz im Weltcup sicherte sie am 26. November 2000 als Mitglied der Staffel, die im norwegischen Beitostølen den dritten Platz erreichte.
Es folgten zwei schwächere Saisonen, im Winter 2004/2005 konnte Andersson sich allerdings wieder steigern – wurde bald darauf allerdings durch mehrere Krankheiten erneut beeinträchtigt. Ihr Karrierehöhepunkt waren Olympischen Winterspielen 2006, als sie zusammen mit Anna Dahlberg Olympiasiegerin im Teamsprint wurde. In den folgenden Jahren gelang es ihr jedoch nur noch selten, in Sprint-Halbfinals vorzustoßen, 2010 und 2011 erreichte sie nur jeweils ein Finale. Nicht zuletzt wegen chronischer Atemwegsprobleme gab Andersson am 12. April 2011 ihr Karriereende bekannt. Sie kündigte an, ein Studium beginnen zu wollen. Sie nahm an insgesamt fünf Nordischen Skiweltmeisterschaften und zwölf schwedischen Meisterschaften teil und startete bei 102 Weltcuprennen.

## Siege bei Weltcuprennen

### Weltcupsiege im Einzel
| Nr. | Datum          | Ort    | Disziplin               |
| --- | -------------- | ------ | ----------------------- |
| 1.  | 5. März 2005   | Lahti  | 1,2 km Sprint klassisch |
| 2.  | 8. Januar 2006 | Otepää | 1 km Sprint klassisch   |

### Weltcupsiege im Team
| Nr. | Datum            | Ort   | Disziplin          |
| --- | ---------------- | ----- | ------------------ |
| 1.  | 10. Februar 2007 | Davos | 4 × 5 km Staffel 1 |